# Tom Aldred
Thomas Michael Aldred, detto Tom (Bolton, 11 settembre 1990), è un calciatore inglese naturalizzato scozzese, difensore del Mohun Bagan SG.

## Carriera

### Club
Ha giocato nella prima divisione scozzese, in quella australiana ed in quella indiana, oltre che nella seconda divisione inglese.

### Nazionale
Nel 2009 ha giocato una partita con la nazionale scozzese Under-19.

## Palmarès
- ISL Shield: 1

Mohun Bagan SG: 2024-2025
- Indian Super League: 1

Mohun Bagan SG: 2024-2025